# Bromiskos
Bromiskos (altgriechisch Βρομίσκος) oder Bormiskos (altgriechisch Βορμίσκος) war eine antike griechische Stadt. Sie befand sich in Mygdonia im Tal Aulon (heute Rentina-Tal) am Richeios, dem Fluss, der vom Bolbesee in den Strymonischen Golf mündet. Sie lag nördlich des modernen Stavros. Die genaue Lage ist nicht bekannt.
Im Winter 424/3 kam Brasidas mit seinem Heer auf dem Weg nach Amphipolis hier her und lagerte kurz hier. Nach dem Abendessen zog er in der Nacht weiter. Bromiskos zahlte 422/421 v. Chr. an Athen Tribut. Sehr wahrscheinlich nahm sie auch schon an der Schatzung des Kleon im Jahre 425 v. Chr. teil. Stephanos von Byzanz berichtet, dass Euripides in der Stadt von Molosserhunden getötet und zerfleischt wurde. Er soll im Nachbarort Arethusa begraben worden sein. Arethusa wird zuweilen auch mit Bromiskos identifiziert, dies ist aber nicht zwingend.
Bromiskos könnte dem heutigen Dorf Rentina entsprechen.